# Kanlıçay, Karapürçek
Kanlıçay là một xã thuộc quận Karapürçek, tỉnh Sakarya, Thổ Nhĩ Kỳ. Dân số thời điểm năm 2008 là 477 người.